# Käthe-Kollwitz-Grundschule (Nauen)
Die Käthe-Kollwitz-Grundschule in der brandenburgischen Stadt Nauen im Landkreis Havelland ist eine staatliche Grundschule in Trägerschaft der Stadt Nauen, welche sich in einem denkmalgeschützten Gebäude befindet. Sie ist nach der deutschen Malerin Käthe Kollwitz benannt.

## Architektur und Geschichte
Das dreigeschossige und zehnachsige Gebäude am Martin-Luther-Platz 2 wurde zwischen 1905 und 1910 mit roten Ziegeln und einem Satteldach errichtet. Zum hundertjährigen Jubiläum des Gebäudes begann eine umfassende Sanierung. Während des Zweiten Weltkriegs fand unter anderem in diesem Bauwerk der Unterricht des Goethe-Gymnasiums Nauen statt, welches als Lazarett genutzt wurde.